# Verdrag van Preobrazjenskoje

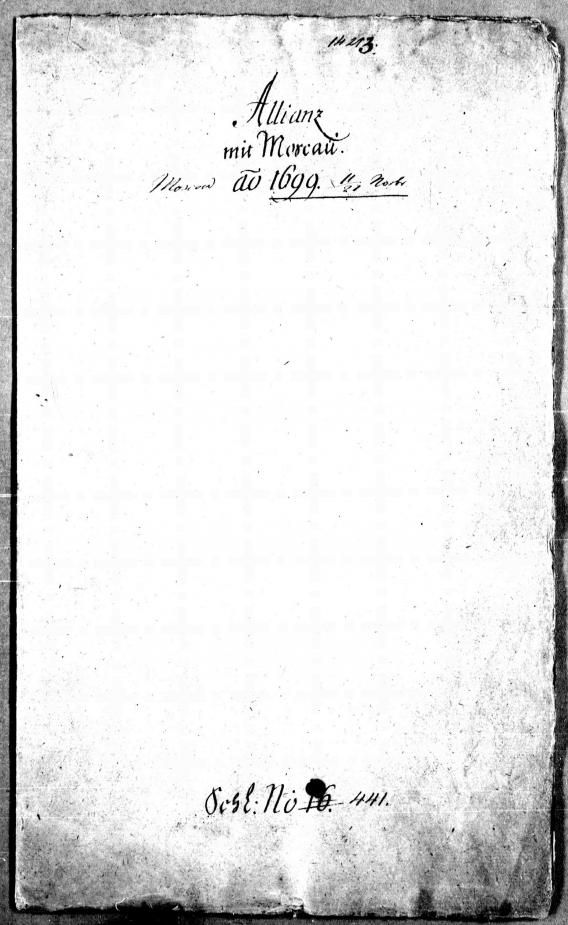
Het verdrag van Preobrazjenskoje.

Het Verdrag van Preobrazjenskoje was een verdrag, opgesteld door Johann Patkul, die in opdracht van August II van Polen handelde, en ondertekend op 22 november 1699 in Preobrazjenskoje (nu deel van Moskou en favoriete residentie van Peter de Grote). 
Het riep op tot de vorming van een alliantie tegen en opdeling van het Zweedse Rijk tussen Denemarken, Rusland, Saksen en Polen. Het verdrag was de voorbode van de Grote Noordse Oorlog.